# Velechta
Velechta (en macédonien Велешта, en albanais Veleshta) est un village du sud-ouest de la Macédoine du Nord, situé dans la municipalité de Struga. Le village comptait 5 834 habitants en 2002. Il est majoritairement albanais.

## Démographie
Lors du recensement de 2002, le village comptait :
- Albanais : 5 758 ;
- Macédoniens : 1 ;
- Roms : 1 ;
- Autres : 74.